# The Karelian Isthmus
The Karelian Isthmus (v překladu z angličtiny Karelská šíje) je první studiové album finské death/doomové hudební skupiny Amorphis z roku 1992, které vyšlo u hudebního vydavatelství Relapse Records.
Pro kapelu typický příklon k národnímu folklóru zde naznačuje název alba, které se hudebně nese v duchu tehdejší deathmetalové žánrové produkce. Kytarista Tomi Koivusaari vystupuje i jako zpěvák, používá growling.

## Seznam skladeb
1. Karelia (Holopainen, Koivusaari) – 0:44
2. The Gathering (Holopainen, Koivusaari) – 4:13
3. Grail's Mysteries (Holopainen) – 3:02
4. Warriors Trial (Holopainen, Koivusaari) – 5:04
5. Black Embrace (Holopainen, Koivusaari, Rechberger) – 3:39
6. Exile of the Sons of Uisliu (Holopainen) – 3:44
7. The Lost Name of God (Holopainen, Koivusaari, Rechberger) – 5:32
8. The Pilgrimage (Holopainen, Koivusaari) – 4:38
9. Misery Path (Holopainen, Koivusaari, Rechberger) – 4:19
10. Sign from the North Side (Holopainen, Koivusaari, Laine) – 4:54
11. Vulgar Necrolatry (Ahlroth, Koivusaari; coververze Abhorrence) – 4:22
12. Pilgrimage from Darkness (bonusová skladba) – 4:32
13. Black Embrace (bonusová skladba) – 3:25
14. Privilege of Evil (bonusová skladba) – 3:50
15. Misery Path (bonusová skladba) – 4:17
16. Vulgar Necrolatry (bonusová skladba) – 3:58
17. Excursing from Existence (bonusová skladba) – 3:06

## Sestava
- Tomi Koivusaari – vokály, kytara
- Esa Holopainen – kytara
- Olli-Pekka Laine – baskytara
- Jan Rechberger – bicí, klávesy